# Oh！珠仁君
《Oh！珠仁君》（：／），為韓國MBC於2021年3月24日起播出的水木連續劇，由《瘋了，因為你！》的玄率葉導演與《命中注定我愛你》的趙鎮國編劇合作打造。此劇講述不談戀愛的國內最佳懸疑驚悚電視劇作家韓雨秀（李民基飾），與有「喜劇女王」稱號卻不會談戀愛的喜劇女演員吳珠仁（林珍兒飾）一起同居所發生的愛情喜劇故事。
台灣由愛奇藝國際站自3/24起每週三、四獨家播出，香港由myTV SUPER自4/1起每週三、四播出。

## 演員陣容

### 主要人物
| 演員   | 角色   | 介紹 |
| 李民基 | 韓雨秀 | 韓國最佳懸疑驚悚電視劇編劇，因為母親是醫院理事長、爸爸是醫院院長、自己是獨生子，所以性格自我中心和自私自利，而且還有嚴重潔癖和強迫症。現在，他的頭銜是韓國最擅長寫驚悚劇的編劇。雖然看起來像是天才型的劇作家，但實際上天才的才能只是基礎，因為他對劇本的熱情才能熬夜寫出完美的劇本。過去他拒絕過3次出演自己作品的演員珠仁再次活躍起來，與珠仁開始同居後，他的悲情驚悚劇風逐漸改變。                                                  |
| 林珍兒 | 吳珠仁 | 有「喜劇女王」稱號的喜劇女演員。事實上，她在17歲時爸爸留下大筆債務後死去，媽媽精神也急劇轉差，因此成為負責生計的少女家長。她抱著在現實中無法實現的幸福，投身到了演藝界，是逐漸成功的演員類型。但是，從無名時期到現在，她被雨秀三次拒絕出演其作品。現在，話多、毛病多的雨秀的電視劇面臨無法製作的危機，這時她成為電視劇的救星，開始展開與雨秀冒失的同居。                                                                             |
| 姜敏赫 | 鄭宥真 | KT化妝品經營企劃理事，化妝品公司財閥三世，性格溫柔細膩，為了和珠仁結婚而來到韓國。他擁有一旦喜歡上就會始終如一的心，在學生時代對珠仁一見鍾情後就一直喜歡她。他去法國留學時以視覺藝術家的身份活動，之後返回韓國的表面理由是受姐姐的委託，共同經營化妝品公司，事實上是因為珠仁。他將KT cosmetics的專屬模特條件定為珠仁，在策劃新項目時，也與珠仁為主企劃。當他結束長時間的單戀，下定決心要告白的瞬間，從珠仁那裏知道了她正與雨秀同居。 |

### 雨秀周邊人物
| 演員     | 角色   | 介紹 |
| 李輝香   | 姜惠珍 | 雨秀的媽媽，世仁醫院理事長及婦產科醫生。對於別人來說，她只是一個有錢又受歡迎的理事長，但她卻有著對誰都不能說的痛苦經歷。                                                             |
| 鮮于在德 | 韓民俊 | 雨秀的爸爸，世仁醫院院長兼內科專家。在大學時期與惠珍結為夫妻後，兩人一起去了美國攻讀學位，現在一起在世仁醫院工作。對雨秀來說，雖然不是充滿感情和溫暖的類型，但他是模範爸爸。         |
| 金廣植   | 劉大英 | 製作公司No.T.Pictures代表，和雨秀是親近的哥哥弟弟關係。從雨秀在電視劇公開招募中當選的第一部作品開始，就一直製作驚悚電視劇。                                                          |
| 金昌完   | 金昌圭 | Just Records社長，在30年來他在一個場所經營二手唱片店，擁有隨心情自由關閉店鋪的靈魂。在雨秀18歲時第一次進店後，他成為與雨秀年齡差距最大的朋友，是雨秀像爸爸般的存在，陪伴在雨秀身邊。 |
| 宋宥卓   | 鄭在煥 | 雨秀的助理編劇，與過往無法忍受刻薄的雨秀而離開的助理編劇不同，他是唯一一個連續與雨秀合作的人。雖然受到雨秀的折磨，但他卻全部接受批評，並堅持說自己想說的話。                         |
| 裴海善   | 鄭尚恩 | 世仁醫院消化內科醫生，惠珍的同事兼後輩。她的性格能幹、人品好，是受後輩尊敬的學者。                                                                                                   |

### 珠仁周邊人物
| 演員   | 角色   | 介紹 |
| 金好貞 | 尹正花 | 珠仁的媽媽，在深愛的丈夫因欠下鉅額債務而突然死去後，受到衝擊而急劇衰弱，之後經常出入醫院。7年前，她被診斷為癡呆症，從4年前開始為了不給女兒造成負擔，一直在療養醫院生活。 |
| 趙勝延 | 吳賢哲 | 珠仁的爸爸，小小年紀就當選新春文藝，在一定程度上有名的小說家。因為他很好人，但世道又不好，所以瞞着妻子給朋友做擔保，結果最後只留下債務就突然離開了人世。                 |
| 禹喜珍 | 金怡娜 | Peach Entertainment代表，性格理性，親自挑選了在打工的珠仁，培育她成為現在的明星。                                                                                        |
| 李賢廷 | 裴光子 | 親自照顧珠仁的經紀人，對珠仁的內情一概瞭解。 |

### 宥真周邊人物
| 演員   | 角色   | 介紹 |
| 張義秀 | 朴建浩 | 宥真的祕書，在公司裏是用讓人信任的語氣認真辦事的祕書，在公司外是與宥真一起運動的朋友。兩人關係親密，甚至可以一起喝酒聊天。                                                                   |
| 全益玲 | 鄭宥娜 | 宥真的姐姐，KT化妝品代表，擁有完美家庭的外柔內剛女子。在30多歲的時候，她繼承並成功領導了化妝品公司，隨著公司不斷壯大，她難以獨自承擔事業。因此，她讓想要成為視覺藝術家的弟弟投身到了事業中。 |

## 收視率
| 集數       | 集數       | 播出日期   | AGB收視率        | AGB收視率 |
| 集數       | 集數       | 播出日期   | 大韓民國（全國） |           |
| ---------- | ---------- | ---------- | ---------------- | --------- |
| 1          | 1部        | 2021/03/24 | 2.1%             |           |
| 1          | 2部        | 2021/03/24 | 2.6%             |           |
| 2          | 1部        | 2021/03/25 | 1.8%             |           |
| 2          | 2部        | 2021/03/25 | 2.2%             |           |
| 3          | 1部        | 2021/03/31 | 2.0%             |           |
| 3          | 2部        | 2021/03/31 | 1.8%             |           |
| 4          | 1部        | 2021/04/01 | 2.0%             |           |
| 4          | 2部        | 2021/04/01 | 1.8%             |           |
| 5          | 1部        | 2021/04/08 | 1.3%             |           |
| 5          | 2部        | 2021/04/08 | 1.6%             |           |
| 6          | 1部        | 2021/04/08 | 1.9%             |           |
| 6          | 2部        | 2021/04/08 | 1.5%             |           |
| 7          | 1部        | 2021/04/14 | 1.5%             |           |
| 7          | 2部        | 2021/04/14 | 1.7%             |           |
| 8          | 1部        | 2021/04/15 | 1.3%             |           |
| 8          | 2部        | 2021/04/15 | 1.4%             |           |
| 9          | 1部        | 2021/04/21 | 1.3%             |           |
| 9          | 2部        | 2021/04/21 | 1.5%             |           |
| 10         | 1部        | 2021/04/22 | 1.6%             |           |
| 10         | 2部        | 2021/04/22 | 1.2%             |           |
| 11         | 1部        | 2021/04/28 | 1.5%             |           |
| 11         | 2部        | 2021/04/28 | 1.3%             |           |
| 12         | 1部        | 2021/04/29 | 0.9%             |           |
| 12         | 2部        | 2021/04/29 | 1.1%             |           |
| 13         | 1部        | 2021/05/05 | 1.5%             |           |
| 13         | 2部        | 2021/05/05 | 1.6%             |           |
| 14         | 1部        | 2021/05/06 | 1.5%             |           |
| 14         | 2部        | 2021/05/06 | 1.6%             |           |
| 15         | 1部        | 2021/05/12 | 1.4%             |           |
| 15         | 2部        | 2021/05/12 | 1.0%             |           |
| 16         | 1部        | 2021/05/13 | 1.7%             |           |
| 16         | 2部        | 2021/05/13 | 1.6%             |           |
| 平均收視率 | 平均收視率 | 平均收視率 | 1.59%            |           |

- 收視最低的集數以藍色表示，收視最高的集數以紅色表示，而空格則表示該集的收視沒有相關數據。

## 同時段競爭作品
- KBS 水木連續劇：《你好？是我！》、《大發不動產》
- JTBC 水木迷你連續劇：《Sisyphus: The Myth》、《Law School》
- tvN 水木連續劇：《Mouse》

## 提名及獲獎列表
| 年度   | 頒獎典禮    | 獎項                        | 入圍者         | 結果 |
| 2021年 | MBC演技大獎 | 迷你劇部門 女子最優秀演技獎 | Nana           | 提名 |
| 2021年 | MBC演技大獎 | 迷你劇部門 男子優秀演技獎   | 姜敏赫         | 提名 |
| 2021年 | MBC演技大獎 | 迷你劇部門 女子優秀演技獎   | 金好貞         | 提名 |
| 2021年 | MBC演技大獎 | 男子助演獎                  | 宋宥卓         | 提名 |
| 2021年 | MBC演技大獎 | 女子助演獎                  | 李輝香         | 提名 |
| 2021年 | MBC演技大獎 | 男子新人獎                  | 張義秀         | 提名 |
| 2021年 | MBC演技大獎 | 女子助演獎                  | 率濱           | 提名 |
| 2021年 | MBC演技大獎 | 最佳情侶獎                  | 李民基＆林珍兒 | 提名 |

## 話題性
電視劇部分
| 日期     | 佔有率 | 排名 |
| -------- | ------ | ---- |
| 3月第4週 | 1.70%  | 9    |
| 4月第1週 | 1.42%  | 10   |
| 4月第2週 | -      | -    |
| 4月第3週 | 1.88%  | 9    |
| 4月第4週 | -      | -    |
| 4月第5週 | -      | -    |
| 5月第1週 | -      | -    |

## 記事
- 此劇於第12集錄得0.9%的全國收視率，成為韓國電視史上第二部錄得0%收視率（首部為KBS《快過來》最低收視0.8%）的主要時段劇集，若以一整集計則為1.0%，為歷來最低收視的主要時段劇集的第二名，也是MBC群體戲劇中錄得收視最低的主要時段戲劇。[6]

## 外部連結
- 韓國MBC官方網站
- 韓國MBC官方網站（中文）
- Daum上《Oh！珠仁君》的資料
- NAVER上《Oh！珠仁君》的資料

| MBC 水木劇                                    | MBC 水木劇                                | MBC 水木劇 |
| --------------------------------------------- | ----------------------------------------- | ---------- |
|                                               | （2021年3月24日－2021年5月13日）          |            |
| 愛我的間諜 （2020年10月21日－2020年12月17日） | 有目標了 （2021年5月19日－2021年5月27日） |            |

| 香港 myTV SUPER 韓劇台 星期六 06:00 - 09:00 · 1月1日及2月26日只播映一集 | 香港 myTV SUPER 韓劇台 星期六 06:00 - 09:00 · 1月1日及2月26日只播映一集 | 香港 myTV SUPER 韓劇台 星期六 06:00 - 09:00 · 1月1日及2月26日只播映一集 |
| ----------------------------------------------------------------------- | ----------------------------------------------------------------------- | ----------------------------------------------------------------------- |
|                                                                         | Oh！珠仁君 （2022年1月1日－2022年2月26日）                              |                                                                         |
| 街坊LAW霸 （2021年11月6日－2022年1月1日）                               | 秘密精品店 （2022年2月26日－2022年4月16日）                             |                                                                         |